# Lawa (fiume Guinea)
Il Lawa è un fiume dell'Africa occidentale (Guinea e Liberia), tributario del fiume Lofa.
Il fiume, lungo circa 100 chilometri, ha origine nel sud ovest della Guinea, nei pressi della città di Macenta, prima di entrare nel fiume Lofa nella contea di Lofa in Liberia.